# 2014–2016-os orosz pénzügyi válság
A 2014–2016-os orosz pénzügyi válság előidézői az olaj világpiaci árának fokozatos és tartós csökkenése és az emiatt elmaradó orosz exportbevételek a nyersanyagárakból, a nyugati hatalmak Oroszországgal szemben alkalmazott gazdasági szankciói, valamint az orosz gazdaság növekedésének fokozatos lassulása voltak. Ez rosszul érintette a nyersanyagexportból származó bevételekre támaszkodó orosz gazdaságot, amely mind helyi, mind globális szinten negatív pénz- és tőkepiaci folyamatokat indított el. A rubel és az olajár gyengülése az orosz tőzsdeindexet is jelentős mértékben érintette. 2014. december eleje és december 16-a közt az orosz RTS index 30 százalékot veszített értékéből.

## A válság eseményei időrendben
| Dátum                     | Éves inflációs ráta alakulása | Jegybanki alapkamat változása | Rubel árfolyama (USD/RUB) | BRENT kőolaj világpiaci ára ($) |
| ------------------------- | ----------------------------- | ----------------------------- | ------------------------- | ------------------------------- |
| 2014. október             | 8,3                           | 8                             | 41                        | 83                              |
| 2014. október utolsó hete | 8,3                           | 9,5                           | 43,12                     | 78                              |
| 2014. november vége       | 8,3                           | 9,5                           | 48                        | 72                              |
| 2014. december első hete  | 9,4                           | 10,5                          | 54,45                     | 65                              |
| 2014. december 16.        | 9,4                           | 17                            | 80                        | 60                              |
| 2014. december 16. után   | 9,4                           | 17                            | 60                        | 60 $ fölött                     |
| 2014. december 30.        | 9,4                           | 17                            | 55                        | 57 $                            |
| 2015. január 15.          | 11,4                          | 17                            | 65 $                      | 48,81 $                         |
| 2015. január 30.          | 13,1                          | 15                            | 69                        | 49                              |
| 2015. december            | 12,9%                         | 11%                           | 70                        | 38                              |
| 2016. január              | ---                           | 11%                           | 76                        | 30,4                            |

2014. március 20-án a Standard & Poor’s leminősítés lehetőségére utaló módon BBB-ről BBB–-ra módosította Oroszország közepes befektetői államadós-besorolását. A nemzetközi hitelminősítő az EU és az Egyesült Államok gazdasági szankciói miatt a befektetések visszaesését, az emiatt bekövetkező tőkekivonást és az ezek miatt lassuló gazdasági teljesítményt vetítette előre márciusban.
A nyár közepe óta eső olajárak meggyengítették a rubel árfolyamát, amely októberre az év eleji 33 rubel/ 1 amerikai dolláros árfolyamról 41 rubel/ dolláros árfolyamra gyengült. Október 15-én, szerdán az orosz jegybank 1,7 milliárd dollárt költött az árfolyam stabilizálására. Október elejétől közepéig 37 alkalommal alkalmazott intervenciót az orosz jegybank. 2014 januárja és október 15-e közt összesen 50 milliárd dollárt költött a jegybank a rubel árfolyamának erősítésére, az árfolyam grafikonja alapján sikertelenül.
Az árfolyamgyengülés hatására ötszörösére emelkedett a rubel dollárra való átváltási igénye, míg az euró iránti igény 14 százalékkal emelkedett október közepére. Az orosz rubelt gyengítő tényezők közé tartozik a nyugati hatalmak Oroszországgal szemben alkalmazott szankciói, a lakosság rubeltartalékának átváltása külföldi devizákra (elsősorban dollár és euró), valamint az a tény is, hogy 2014 utolsó negyedévében közel 50 milliárd dollárnyi adósságot kell törlesztenie az orosz cégeknek.
2014 októberének utolsó hetében az orosz jegybank 8 százalékról 9,5 százalékra emelte a jegybanki alapkamatot.
2014 októberében az éves szinten számított inflációs ráta elérte a 8,3 százalékot.
A Világbank 2014 októberében még 2015-re 0,7%-os gazdasági visszaesést jelzett előre, melyet 78 dolláros hordónkénti olajár alapján számoltak ki. A Világbank legoptimistább várakozásai 2015-re stagnálást, 2016-ra 0,5 százalékos bővülést vetítettek előre októberben.
2014. november végén az OPEC tagállamai megállapodtak abban, hogy a csökkenő kereslet ellenére nem csökkentik a kitermelés jelenlegi mértékét, ezért a kőolaj ára folytatta a csökkenő tendenciáit. A Brent kőolaj világpiaci ára 95 dolláros hordónkénti árfolyamról 60 dollár közelébe süllyedt, június és november vége között több, mint 30 százalékot veszítve értékéből.
2014 novemberében az orosz jegybank 8 milliárd dollárt költött a rubel árfolyamának egyengetésére, ám továbbra sem volt sikeres az árfolyammentés. 2014-ben már több, mint 80 milliárd dollárt költött az orosz központi bank intervenciókra.
A problémákat fokozza, hogy az orosz költségvetést 100 dolláros olajárhoz viszonyítva tervezték, amely az olaj világpiaci árának esése miatt jelentős bevételektől esik el.
2014. december első hetében az orosz jegybank 9,5 százalékról 10,5 százalékra emelte a jegybanki alapkamatot. Az országban az inflációs ráta éves szinten elérte a 9,4%-ot.
2014. december 15-én több, mint 10 százalékot veszített értékéből az orosz rubel a dollárral szemben. December 15-én az orosz jegybank devizatartalékaiból közel 2 milliárd dollárt adott el, hogy ezzel is erősítse a rubel árfolyamát. December 15-én éjjel az orosz jegybank 10,5%-ról 17%-ra emelte a jegybanki alapkamatot a rubel árfolyamának védelme és a pénzügyi összeomlás elkerülése érdekében.
A 2014 decemberében bekövetkezett orosz rubel árfolyamesés mélypontján az eurónként 100, dolláronként 80 rubelt kellett fizetni. Az orosz fizetőeszköz árfolyam két nap leforgása alatt (2014.12.15-12.16.) 20%-ot veszített értékéből a dollárral szemben.
A december 15-i és 16-i erőteljes árfolyamgyengülés után 60 rubel közelében stabilizálódott a dollár árfolyama. A pénzügyi válság hatására több nyugati vállalat leállította termékeinek értékesítését Oroszországban, illetve számos vállalat, többek közt az Apple és az IKEA a bizonytalanságok miatt jelentős áremeléseket hajtott végre.
Az Audi (dec. 16.), a Jaguar (dec. 19.) és a General Motors (dec. 16.) leállította autóinak értékesítését Oroszországban, mivel a rubel árfolyama kedvezőtlenül érinti járműveik értékesítéséből származó bevételeiket. A Toyota áremelést jelentett be a pénzügyi válság hatására.

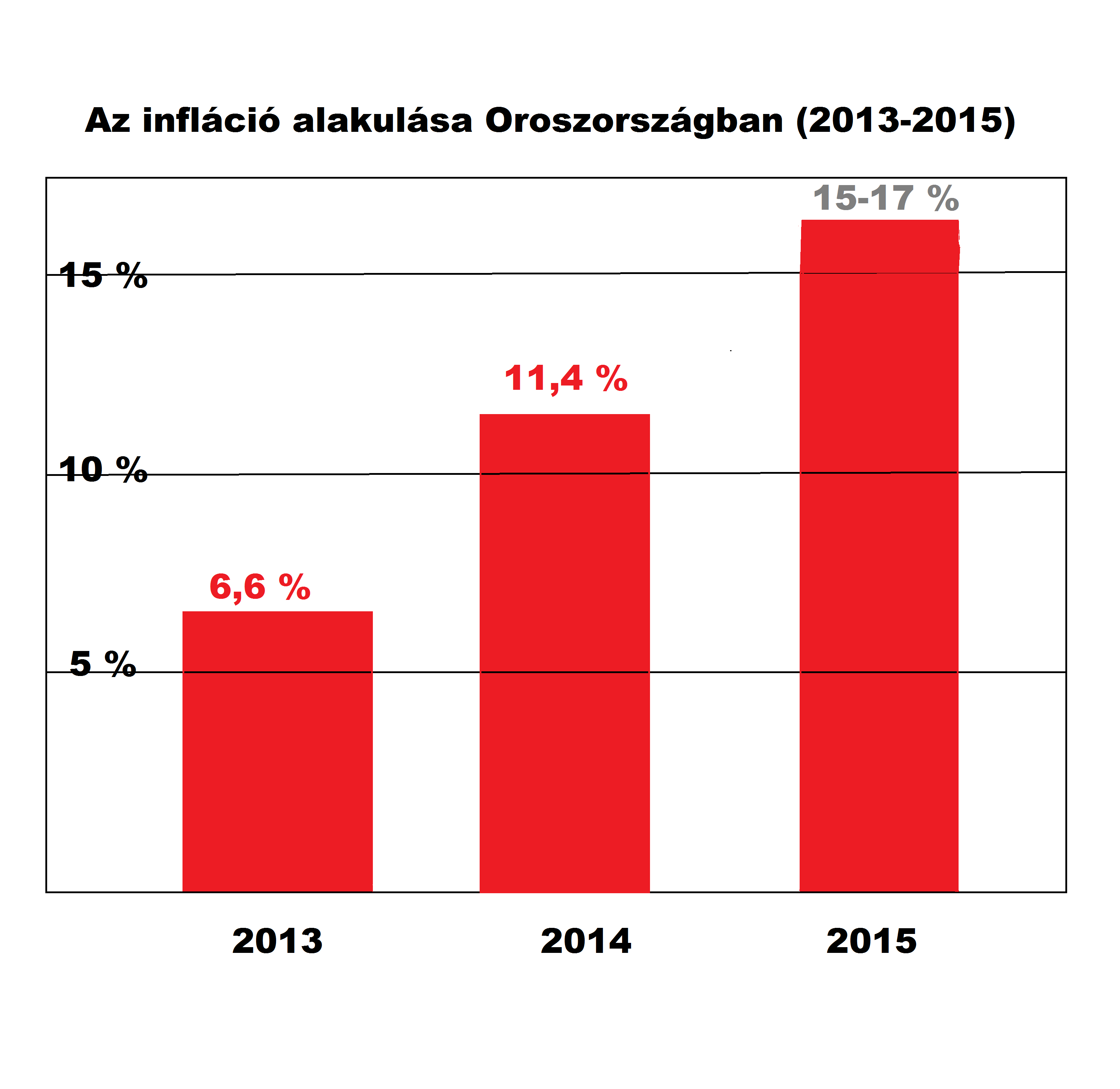
Az infláció alakulása Oroszországban 2013 és 2015 közt

2014. december 19-én jelentették be Oroszországban, hogy 17 000 milliárd dollár értékben feltőkésítik a bankszektort, hogy csökkentsék annak sérülékenységét.
2014. december 22-én Kína bejelentette, hogy szükség esetén segítséget nyújt Oroszország számára. A bejelentés és az olajár emelkedésének hatására 6 százalékot erősödött a rubel árfolyama a dolláréhoz képest.
2014-ben összesen 151,4 milliárd dollárnyi értékben áramlott ki tőke Oroszországból, elsősorban a zuhanó olajárak és a nyugati államok gazdasági szankcióinak következményei miatt. A 2013-as 61 milliárd dollár több, mint kétszerese volt a 2014-es tőkekivonás. 2015-ben az orosz jegybank várakozásai alapján akár 118 milliárd dollárnyi tőke is elhagyhatja az országot.
Oroszország GDP növekedése 2014-ben +0,6% volt. Ez a 2013-as +1,3 százalékos bővüléshez képest lassulást jelent.
2015. január 9-én a Fich Ratings nemzetközi hitelminősítő BBB– kategóriába minősítette az orosz adósbesorolás szintjét.
2015. január 17-én az orosz államkötvény-kötelezettségek besorolását Baa3-ra rontotta a Moody's nemzetközi hitelminősítő. A hitelminősítő megítélése alapján további leminősítés valószínű.
2015-ben 15-17% körül alakulhat az infláció Alekszej Vegyev gazdasági miniszterhelyettes szerint. 2014-ben 11,4 százalékos volt, 2013-ban 6,6% volt a pénzromlás éves mértéke.
Az előrejelzések alapján az olajárak tartós mélyrepülése esetén az ország GDP-je 2015-ben -4, -5% lehet. A jelenlegi helyzetben Oroszország nem számíthat gazdasági segítségre az Európai Unió, vagy az Egyesült Államok irányából, csak a Világbank, az IMF, vagy valamely ázsiai országtól várhat pénzügyi, gazdasági segítséget.
2015. január 19-én tette közzé az Európai Újjáépítési és Fejlesztési Bank a többek közt Oroszország várható gazdasági teljesítményét is taglaló előrejelzését, mely alapján az orosz GDP 2015-ben -4,8 százalékkal csökken. Eközben a Moody's Investors Service nemzetközi hitelminősítő előrejelzése alapján 2015-ben – 5,5%, 2016-ban -3% lehet az orosz GDP visszaesésének mértéke, elsősorban abban az esetben, ha tartósan alacsony szinteken ragad a kőolaj világpiaci árfolyama. Több éven át kitartó alacsony olajárak mellett 2016 után is folytatódhat a gazdaság gyengélkedése Oroszországban a hitelminősítő szerint.
Az orosz jegybank 3,2 százalékos csökkenésre számít az ország GDP-jének tekintetében 2015-re vonatkozóan.
Az orosz jegybank módosította várakozásait 2015-re vonatkozóan, mely szerint 50 dolláros hordónkénti olajár teljesülése mellett -3 százalékos GDP csökkenést vár 2015-re. Az infláció éves szinten 12% lehet a korábban várt 7,5% helyett. A piaci várakozások 4 százalékos GDP csökkenést vetítenek elő 2015-re.
2015. január 26-án a Standard & Poor’s negatív kilátással, leminősítette BBB–-ról BB+-ra Oroszország államadós-besorolását.
2015. január 30-án az orosz jegybank 17 százalékról 15 százalékra csökkentette a jegybanki alapkamat mértékét.
2015. február 20-án a Moody's Investors Service a korábbi Baa3 kategóriából Ba1 kategóriába helyezte az orosz adósbesorolást, amely befektetésre nem ajánlott státuszt jelent a hitelminősítőnél.
2015. március 23-a és május 15-e között leállítja a termelést a General Motors szentpétervári üzeme, mert alacsony az új autók iránti kereslet az országban. A gyárból 2014-ben 500 embert bocsátottak el. Az Európai Üzleti Szövetség adatai szerint 2014-ben 10,3 százalékkal kevesebb volt az új autó eladások aránya, mint egy évvel korábban.
Az orosz jegybank számításai szerint 2016 januárjára 10 százalékra csökkenhet az infláció éves mértéke az országban.
| Az orosz jegybank hivatalos devizaárfolyamai a dollár (zöld oszlopok) és az euró (kék oszlopok) vonatkozásában 2014 Szeptember elseje és December 18. közt | Az orosz jegybank hivatalos devizaárfolyamai a dollár (zöld oszlopok) és az euró (kék oszlopok) vonatkozásában 2014 Szeptember elseje és December 18. közt |
| --- | --- |
| | |

## A válság okai
A 2008-ban kirobbant világgazdasági válság hatására meggyengült a befektetői bizalom, fokozatosan nőtt a tőkekiáramlás, romlott az orosz gazdaság versenyképessége, amelyek együttesen csökkentették a beruházási kedvet, a fogyasztást és a gazdasági növekedés ütemét. A korábbi 6-8 százalékos bruttó nemzeti össztermék bővülés 2013-ra már csak alig több, mint 1 százalék volt. A gazdasági szerkezet egyre inkább a kőolaj- és gáziparra épül, amelynek bevételei az orosz költségvetésben is egyre nagyobb mértéket öltenek, ami súlyosbítja az ország gazdasági kitettségét ezen energiahordozók árfolyamának függvényében. A 2013-as 75 milliárd dolláros tőkekiáramlást 2014-ben több, mint 150 milliárd dollár követte.
2010-ben az Amerikai Egyesült Államokban új kőolaj-kitermelési technológiát vezettek be (hidraulikus törés (angolul fracking), amelynek segítségével a talaj alatti palaréteg megrepesztésével hozzáférhetővé válik a mélyben rejtőző olaj. E módszer jóval kedvezőbb költséggel rendelkezik a korábbi mélyfúrásos technológiánál, melyet többek közt Oroszországban is alkalmaznak. 2014 júliusára már napi 8,5 millió hordónyi kőolajat termeltek ki az Egyesült Államokban. Ez fokozódó kínálatot teremtett a világpiacon. Ugyanakkor a keresletet visszafogta a tény, hogy Kína gazdasági növekedése lassul, az Eurozóna gazdasága stagnál és ezen három fontos tényező együttes hatása vezetett a kőolaj árának jelentős eséséhez.
Eközben az orosz költségvetést jelentősen megingatta a korábban még 100 dolláros hordónkénti olajár zuhanása. Ez a fizetőeszköz leértékelődését vonta magával. A fizetőeszköz romlása és a költségvetés kibillenése a befektetőket és a nagyobb tőkével rendelkezőket vagyonuk kimenekítésére késztették. Csak 2014-ben mintegy 75-80 milliárd dollárnyi tőke hagyta el Oroszországot.
Mindezek után novemberben az OPEC tagállamok bejelentették, hogy a csökkenő kereslet és a növekvő kínálat ellenére nem fogják vissza olajkitermelésüket. Ez a kőolaj árát még inkább a mélybe taszította, amely magával rántotta az orosz fizetőeszközt és vele együtt az orosz pénzügyi rendszert is megingatta.

## A válság következményei és hatásai

### A válság hatása az orosz olajipari és gázipari vállalatokra
Az orosz energiaipari vállalatok tartósan alacsony olajárak és gyenge rubel árfolyam mellett is képesek megőrizni pénzügyi stabilitásukat és adósbesorolásukat, állítja a Fitch Ratings nemzetközi hitelminősítő intézet közleményében. A progresszív adózási rendszer, a rugalmas rubel átváltási mechanizmus, illetve a gáziparban a belföldi gázárak hatóság általi szabályozása mind hozzájárul ezen vállalatok kiegyensúlyozott gazdálkodásához. Veszélyt jelent rájuk nézve a nyugati szankciók további szigorítása, esetleg bővítése, az ebből következő külső finanszírozási lehetőségek szünetelése, vagy megszűnése, valamint az orosz szuverén adósbesorolás irányának változásai.

### A válság hatása a nemzetközi olajipari vállalatokra
Az orosz pénzügyi válság egyik mozgatórugója a kőolaj világpiaci árának zuhanása negatívan hatott a nemzetközi olajvállalatok gazdálkodására is. Emiatt
- a Schlumberger 9000 főnyi munkavállaló elbocsátását,
- a Halliburton 1000 fős létszámcsökkentést,
- a Baker Hughes 7000 fős létszámleépítést
- a Total 10 százalékos capex-csökkentést és eszközeik eladását
- a BHP Billiton 40 százalékkal csökkenti fúrótornyinak számát az Egyesült Államokban,
- a Suncor Energy Kanadában 1000 fős elbocsátással,
- a Diamondback Energy 40 százalékos capex-csökkentéssel,
- az Elevation Resources 56 százalékos capex-csökkentéssel,
- a Concho Resources 30 százalékkal kevesebb fúrótoronnyal,
- a Tullow Oil 80 százalékos capex-csökkentéssel,
- a Shell 15 milliárd dolláros capex-csökkentéssel/három év,
- a Chevron és a BP 13 százalékos, míg a BG Group 30 százalékos capex-csökkentéssel reagált az árfolyam drasztikus zuhanására.[54]

### A válság hatása az orosz nagytőkések vagyonára
Az orosz milliárdosok kétszer annyi luxusingatlant vásároltak Angliában 2014-ben, mint egy évvel korábban. Míg 2013-ban az első kilenc hónapban 96-an, addig 2014 első kilenc hónapjában már 162-en folyamodtak orosz állampolgárok közül az úgy nevezett befektetői vízumhoz. Az igazán nagy hullám a nyugati szankciók bejelentése után, márciusban indult el. Fél év leforgása alatt 2-300 orosz milliárdos fektetett be luxusingatlanba Londonban. A felső kategóriás ingatlan tranzakciók fele az orosz vásárlókhoz köthető. Van olyan orosz milliárdos, aki több, mint 100 millió fontnyi összeget, azaz körülbelül 40 milliárd forintot szeretne befektetni Nagy-Britanniában. Számos orosz oligarcha ugyanakkor Dubaj, a Ciprus, illetve New York luxusingatlanaiba menekíti a pénzét. Ezen ingatlanok elsősorban a vagyon mentését célozzák, mivel a felső kategóriás ingatlanok ára emelkedő tendenciát mutat, amely nem csak az értékét tartja, hanem annak növekedésével hasznot is termel tulajdonosának.
130 milliárd dollárral esett vissza az orosz nagytőkések vagyona egy év alatt 2015-ben.

### Következmények a bankszektorban
Az európai bankok közül a francia bankok orosz kitettsége 47,75 milliárd dollár, az olasz bankok orosz kitettsége 27,7 milliárd dollár, míg az amerikai bankok kitettsége 26,1 milliárd dollár volt júliusban, melyet az amerikai bankok 10 milliárddal csökkentettek azóta. Az európai bankok közül a német és a brit bankok július óta 5-6 milliárd dollárnyi kitettséget építettek le.
A legnagyobb kitettséggel a pénzintézetek közül a francia Société Générale rendelkezik, amely 17 milliárd eurós összeget tesz ki. Őt követi a Raiffeisen 15,8 milliárd eurós, majd az Unicredit közel 12 milliárd eurós kitettséggel.
A rubel esése negatívan hat a bankok eredményére, valamint a romló gazdasági környezet miatt egyre kevésbé lesznek fizetőképesek a helyi vállalatok, amely az általuk felvett hitelek törlesztésén keresztül rontja a bankok eredményeit. Ez alapján céltartalékok emelése és bizonyos esetekben akár hitelek leírása is sor kerülhet. A hitelezés visszaesése szintén negatív hatással van a bankok pénzügyi eredményeire.
Mindezek együttesen a tőzsdei árfolyamok esését hozzák, hozták magukkal az orosz piaccal szorosan kapcsolatban álló pénzintézetek tőzsdei árfolyamainál. Decemberben a Raiffeisen bank árfolyama 16,6 euróról 12 euró alá esett vissza, ami több, mint 28 százalékos csökkenés. Az osztrák pénzintézet árfolyama jól mutatja az orosz piac jelentőségét a bank portfólióján belül, mivel a bank árfolyama gyakorlatilag a rubellel párhuzamos utat jár be.

### Következmények a nemzetközi nagyvállalatoknál
A BMW 100-150 millió euró közti összeget bukott el a legutolsó negyedévben, mióta a pénzügyi válság kitört Oroszországban.
A McDonald’s amerikai gyorsétterem hálózat 2014-ben 73 új üzletet nyitott Oroszországban, míg 2015-ben ugyanakkora összegből gazdálkodva, mint egy évvel korábban csak 50 új étterem megnyitását tervezi 2015-ben, mert a rubel árfolyama ennyivel veti vissza azonos, de dollárban elkülönített összeg rubelben való befektetését.
A Metro kereskedelmi áruházlánc a gyenge rubel árfolyam miatt 2015-ben és 2016-ban alacsonyabb üzleti eredményt érhet el, mint a 2014-es évben, amikor is mintegy 1,7 milliárd eurós profitot termelhetett. Bár a 2013-as év után ez jelentős javulásnak tűnik, ugyanakkor elmarad a 2013 előtti években elért profit szintjétől. A gyenge rubel árfolyama mintegy 200 millió euróval csökkenti a cég üzemi eredményét. A cég részvényeinek árfolyama mintegy 30 százalékkal esett vissza a 2014-es üzleti év során.

### Következmények a volt szovjet tagállamokban

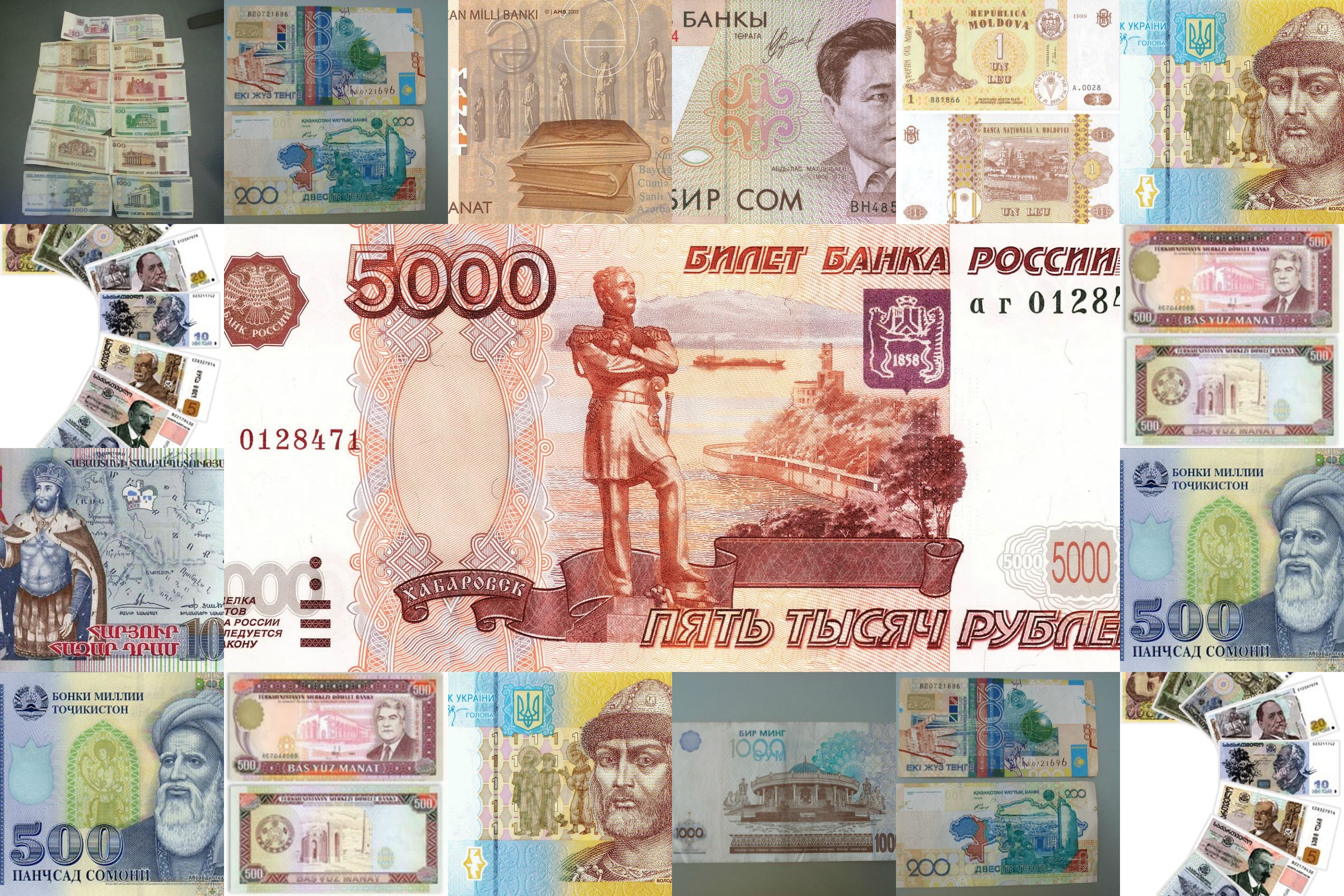
A rubel gyengülése által leginkább érintett valuták egyetlen képen összefoglalva. A képen: üzbég szom, kazak tenge, ukrán hrivnya, orosz rubel, belarusz rubel, azeri manat, grúz lari, kirgiz szom, valamint moldován lej láthatóak.

A rubel értékvesztése számos volt szovjet tagköztársaság devizaárfolyamát befolyásolta, melyek a kereskedelmi, pénzügyi, vagy munkaerőpiaci kapcsolatban állnak Oroszországgal. Számos volt tagállamban az Oroszországgal folytatott kereskedelem jóval több, mint 5 százalékát tesz ki az adott állam éves GDP-jének.
Oroszországból 2014-ben 20,6 milliárd dollárt utaltak haza az országban élő bevándorlók.
Azerbajdzsánban az azeri manat az olaj árfolyama jelentős mértékben érinti az olajfüggő azeri gazdaságot. Az azeri kormányzat egy nagyobb összegű pénzügyi alapot tart fenn a manat-dollár árfolyam egyensúlyának fenntartása érdekében. A Törökországgal fennálló gazdasági kapcsolatok is segítik az azeri gazdaságot abban, hogy kevésbé érintse az orosz pénzügyi válság. 2015. február 21-én az azeri jegybank 33,5 százalékkal értékelte le a manat árfolyamát, míg az euróhoz képest 30 százalékkal értékelte le a helyi valuta árfolyamát.
A 2011. január elseje óta euróval fizető Észtországban 2014 áprilisában 3,6 százalékról 2 százalékra kellett csökkenteni a gazdasági növekedés várható arányát a nyugati államok Oroszországgal szemben alkalmazott gazdasági megszorításai miatt. 2014 áprilisában az észt export 11 százaléka, míg az ország földgázbehozatalának 100 százaléka Oroszországból érkezett.
Fehéroroszországban a jegybanki alapkamatot 20%-ról 25%-ra emelte a fehérorosz jegybank 2015 januárjában, miközben ugyanebben az időszakban 3 alkalommal is mesterségesen csökkentették az ország nemzeti valutájának értékét az amerikai dollárral szemben. Az országban -1,2 százalékos gazdasági visszaesésre számítanak 2015-ben. A jegybanki akciók 2014-ben és 2015-ben összesen 35 százalékkal értékelték le a belarusz rubel árfolyamát. 2015 januárjában több alkalommal csökkentette a jegybank a belarusz rubel árfolyamát, összesen 18 százalékkal az amerikai dollárhoz képest.
A belarusz rubel 1998. december 15-e óta a legmélyebb árfolyamára süllyedt a válság következtében. A válság miatt decemberben a jegybank "ideiglenesen" 30 százalékos adót vetett ki minden, külföldi valutára való átváltási műveletre, amely az állampolgárokra és a vállalatokra is vonatkozik.
Grúziában a grúz lari árfolyama egy évtizedes mélységbe zuhant a dollárral szemben december 5-ére. Grúziában -1,1 százalékos gazdasági visszaesésre számítanak 2015-ben.
Kazahsztánban a jegybank 19 százalékkal értékelte le a kazak fizetőeszköz árfolyamát az amerikai dollárral szemben.
Kirgizisztán bruttó nemzeti össztermékének közel 30 százalékát teszi ki a kirgiz vendégmunkások Oroszországból hazautalt bére, amely a rubellel szemben erősödő kirgiz szom miatt kevesebb termék vásárlására elég, amely visszaveti a fogyasztásból származó állami adóbevételeket és a kereskedelmi és szolgáltatóipari bevételeket is, amelynek az ország GDP-jére negatív hatása van. Kirgizisztánban -0,7 százalékos gazdasági visszaesésre számítanak 2015-ben. Az ország valutáját 16 százalékkal értékelte le a jegybank a dollárral szemben.
Lettországban, mely 2014. január elseje óta az eurót használja, a gazdasági szankciók súlyos mértékben érintik a lett gazdaságot, mivel az jelentős mértékben függ az orosz gazdaság teljesítményétől.
Bár a 2015-ös lett költségvetés 2,8 százalékos GDP emelkedéssel számol, ugyanakkor Ilmars Rimsevics lett jegybankelnök szerint csak 2 százalékos bővülés várható 2015-ben.
A moldáv jegybank 2015-ben 25 százalékkal értékelte le a lej árfolyamát az amerikai dollárral szemben. A jegybank 2015 február közepén a korábbi 8,5 százalékos alapkamatát 13,5 százalékra emelte.
Örményországban az örmény dram árfolyama a november végi 410-415 dram/dolláros árfolyamról 575 dram/dollárra esett. December közepére az infláció 15 százalékról 20 százalékra emelkedett. Örményországban -1,7 százalékos gazdasági visszaesésre számítanak 2015-ben. Az örmény parlament szóvivője pánikról számolt be. Az örmény jegybank 2015 február 10-én 9,5 százalékról 10,5 százalékra emelte a jegybanki alapkamatot. A dram árfolyama egy év alatt mintegy 15 százalékkal gyengült, amely árfolyam további esésének elkerülése érdekében volt szükség a kamatemelésre. 2015 februárjában a jegybank 40 milliárd dollárt adott el az árfolyam erősítése érdekében.
Tádzsikisztán éves GDP-jének 45 százalékát az Oroszországban vendégmunkásként dolgozó tádzsik munkavállalók hazautalt pénzösszegei teszik ki. Az orosz gazdaság és egyben a rubel gyengülése miatt a rubellel szemben erősödik a tádzsik szomoni értéke, ami miatt Tádzsikisztánban a hazautalt jövedelmek kevesebbet érnek vásárlóerőben mérve. Emiatt alacsonyabb szintű lesz a belső fogyasztás, ami csökkenti az ország bevételeit és gazdasági eredményeit rontja. Tádzsikisztánban -1,3 százalékos gazdasági visszaesésre számítanak 2015-ben. Az ország valutáját 10 százalékkal értékelte le a jegybank az amerikai dollárral szemben.
Türkmenisztánban a jegybank 19 százalékkal értékelte le a helyi fizetőeszköz árfolyamát a dollárral szemben.
Ukrajna 2015-ös GDP-je -5 százalék lehet az Európai Újjáépítési és Fejlesztési Bank előrejelzése szerint. A gazdaság visszaesését elsősorban az ország keleti részén kialakult háborús helyzet, az emiatt akadozó ipari termelés, az orosz pénzügyi válság, illetve az esetlegesen bizonytalanná váló gázszállítások együttes hatásai okozzák.
2015. február 5-én az ukrán jegybank 14 százalékról 19,5 százalékra emelte a refinanszírozási rátáját. A jegybank várakozásai alapján 2015-ben 17,2 százalékos infláció várható az országban. A hrivnya 10 százalékot veszített értékéből az amerikai dollárral szemben a kamatemelés hírére.
Üzbegisztán jegybankja 9 százalékkal vágta vissza az ország valutájának árfolyamát a dollárral szemben.

### Következmények a feltörekvő országokban
Magyarországon az euró árfolyama a december eleji 306-308 forintos árfolyamról december 19-re 317 forint körüli értékre erősödött. A dollár árfolyama eközben 247 forintos árfolyamról 258.5 forintra erősödött, míg a svájci frank árfolyama 250 forint környékéről 263 forint környékére erősödött. A jelentős mértékű forintgyengülés komoly nehézségeket okoz a devizahitelek törlesztőinek, mivel a törlesztőrészletek emelkedésével jár. A dollár árfolyama 12 éves, a svájci frank árfolyama hároméves, az euró árfolyama négy hónapos csúcson járt. A forint gyengülését az orosz pénzügyi rendszer kockázatai, valamint a költségvetésből az alacsonyabb üzemanyagárak miatt kieső bevételek, illetve a további jegybanki kamatcsökkentések lehetősége egyaránt elősegítik.
Bár a magyar piacon nem okozott különösebben nagy tőkekiáramlást, ugyanakkor más kelet-európai és egyéb feltörekvő piaci pénzügyi alapokból jelentős tőkekivonást generált az orosz pénzügyi válság és annak gazdasági hatásai. Csak 2014 december 10 és 17 között 1966 milliárd dollárral csökkent a feltörekvő piaci kötvényalapokba fektetett tőke összege, amely közel kétszerese az egy héttel korábbinak (dec. 3-10.), ami 1016 milliárd dollár volt. A helyi devizákban jegyzett kötvényalapoknál 984 millió dollárnyi tőke áramlott ki, amely sorozatban már a 7. hete tartó folyamat. A helyi devizákban jegyzett alapokból 2014-ben 8,7 milliárd dollárnyi tőkét vontak ki.
A többek közt az orosz gazdaság számára is jelentős bevételkieséssel bíró világpiaci olajáresés több afrikai olajtermelő államot is súlyos mértékben érint. Ezen államok költségvetése 80-90 dolláros hordónkénti olajár mellett, vagy fölött volna fenntartható, ám az olaj hordónkénti árának 50 dollár környékére csökkenése felbillenti a költségvetési egyensúlyt ezen országokban. Ilyen államok többek közt Angola, Algéria, Csád, Dél-Szudán, Kongói Demokratikus Köztársaság és Nigéria.
A stabilabb költségvetéssel és magasabb nemzeti jövedelemmel rendelkező országok közül Irak, Líbia, Ecuador az a három ország, ahol érezhetővé vált az olajárak esése miatti bevételek hiánya.
A dollárral szemben nem csupán az orosz és az Oroszországgal szoros gazdasági viszonyban lévő államok (Fehéroroszország, Örményország, Kazahsztán, Üzbegisztán) nemzeti valutái, hanem az olajbevételektől jelentős mértékben függő, ám erősebb gazdasági háttérrel bíró országok (Kanada, Norvégia) nemzeti valutáinak értéke is visszaesett az amerikai dollárral szemben.

## A válság kezelése
Az orosz jegybank több alkalommal intervenciókkal, illetőleg a jegybanki alapkamat drasztikus emelésével próbálta megállítani a rubel árfolyamesését. Ezen lépések sikertelensége miatt december közepén az orosz vezetés döntést hozott arról, hogy feltőkésítik a pénzügyi szektort, napi szinten monitorozzák az orosz exportőrök devizaeladásait, ideiglenesen nem kell elismerni az értékpapírok leértékelődéséből származó árfolyamveszteségeket a pénzügyi vállalkozások portfóliói esetében, valamint a prudenciális követelmények kiszámolása esetén használhatóak a harmadik negyedév devizaárfolyamai.
Ugyanakkor az orosz fizetőeszköz árfolyama akkor válhat ismét biztosabbá, amikor sikerül a lakosság és a vállalati szektor, valamint a befektetők bizalmát visszaszerezni.

## A gazdaság felfutása, a válság vége
A Standard & Poor's nemzetközi hitelminősítő stabilról pozitívra javította Oroszország államadós-besorolásainak kilátását, amely a várakozások alapján későbbi felminősítésre utal. Korábban a Moody's Investors Service negatívról stabilra javította a "Ba1" szintű orosz államkötvény-besorolás kilátását. Ez a besorolási szint egy fokozattal alacsonyabb, mint a befektetési ajánlású kategória alsó határának szintje. Ez utóbbi hitelminősítő indoklása alapján megkezdődött az orosz gazdaság felfutása és egyúttal a válságból való helyreállása.

## Fordítás
Ez a szócikk részben vagy egészben  a(z)   2014 Russian financial crisis című angol Wikipédia-szócikk ezen változatának fordításán alapul.  Az eredeti cikk szerkesztőit annak laptörténete sorolja fel. Ez a jelzés csupán a megfogalmazás eredetét és a szerzői jogokat jelzi, nem szolgál a cikkben szereplő információk forrásmegjelöléseként.